# Andrea Tafi
Andrea Tafi (Fucecchio, Toscana, 7 de maig de 1966) és un ciclista italià, ja retirat, que fou professional entre 1989 i 2005.
Era anomenat Il Gladitore (El gladiador). Es va especialitzar en les clàssiques, acabant dues vegades tercer a la Copa del Món de ciclisme. En el seu palmarès destaquen la Volta a Llombardia de 1996, el Campió d'Itàlia en ruta de 1998, la París-Roubaix de 1999 i el Tour de Flandes de 2002.

## Palmarès
- 1989
  - Vencedor d'una etapa de la Volta a Múrcia
  - Vencedor d'una etapa de la Volta a Luxemburg
- 1991
  - 1r al Giro del Lazio
- 1994
  - 1r al Gran Premi de Fourmies
- 1996
  - 1r a la Volta a Llombardia
  - 1r a la París-Brussel·les
  - 1r al Giro del Lazio
  - 1r a la Coppa Placci
  - 1r al Trofeu Melinda
- 1997
  - 1r a la Coppa Sabatini
  - 1r al Gran Premi de Fourmies
  - 1r a l'International Rochester Classic
- 1998
  -  Campió d'Itàlia en ruta
  - 1r a la Coppa Agostoni
  - 1r al Giro del Lazio
  - 1r al Gran Premi de la vila de Camaiore
  - Vencedor d'una etapa al Tour de Langkawi
- 1999
  - 1r a la París-Roubaix
  - 1r al Giro del Piamonte
- 2000
  - 1r a la París-Tours
- 2001
  - Vencedor d'una etapa de la Volta a Burgos
- 2002
  - 1r al Tour de Flandes

### Resultats a la Volta a Espanya
- 1993. 98è de la classificació general
- 1999. 29è de la classificació general
- 2000. 74è de la classificació general

### Resultats al Tour de França
- 1993. 128è de la classificació general
- 1995. 39è de la classificació general
- 1996. 45è de la classificació general
- 1997. 57è de la classificació general
- 1998. 42è de la classificació general
- 2002. 106è de la classificació general

### Resultats al Giro d'Itàlia
- 1995. 35è de la classificació general
- 1999. 80è de la classificació general